# ستيف فريمان (لاعب كرة قدم أمريكية)
ستيف فريمان (بالإنجليزية: Steve Freeman)‏ هو لاعب كرة قدم أمريكية أمريكي، ولد في 8 مايو 1953 في لاميسا في الولايات المتحدة.

## وصلات خارجية
- ستيف فريمان (لاعب كرة قدم أمريكية) على موقع مرجع كرة القدم المحترفة.كوم (الإنجليزية)